# Daniel-Lesur
Pour les articles homonymes, voir Lesur.
Daniel-Jean-Yves Lesur dit Daniel-Lesur est un compositeur et organiste français né le 19 novembre 1908 à Paris et mort le 2 juillet 2002 à Puteaux.

## Biographie

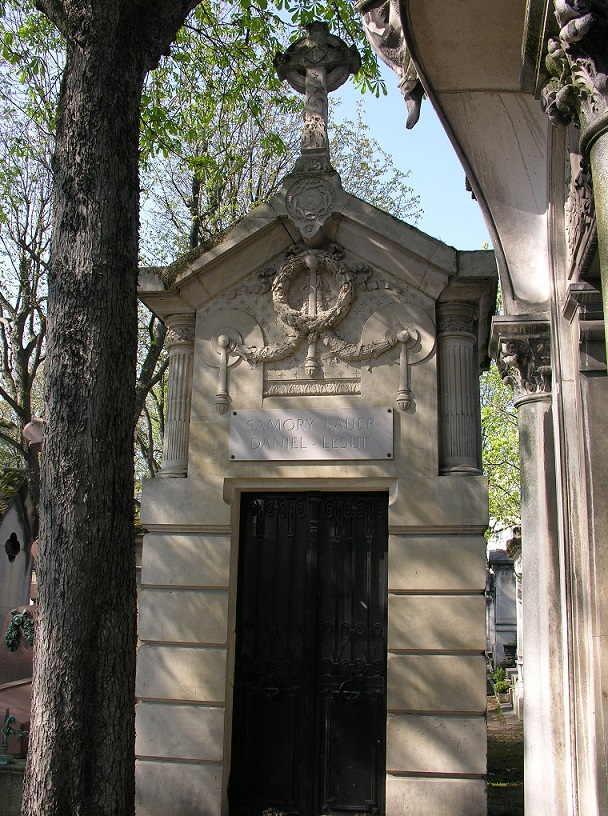
Sépulture au cimetière de Passy.

Sa mère, Alice Lesur, était une compositrice connue dans les années 1920. C'est avec elle qu'il commence à écrire avant d'entrer à 12 ans au Conservatoire de Paris dans la classe de Jean Gallon. Élève de Charles Tournemire, il enseigne dès 1935 à la Schola Cantorum dont il assure la direction 25 ans plus tard (de 1957 à 1962). Il est également organiste de l’abbaye bénédictine de Paris de 1935 à 1939 et de 1942 à 1944. En 1936, avec Yves Baudrier, André Jolivet et Olivier Messiaen, en réaction contre le néo-classicisme et contre l'esthétique abstraite de l'École de Vienne, ils constituent le groupe Jeune France. 
En 1944, il prend en charge l’information musicale à la Radiodiffusion française, avant de remplir les fonctions de conseiller musical de la télévision de 1961 à 1968. En 1964 il suggère à l'Office de radiodiffusion-télévision française (ORTF) de confier à Jean-Jacques Grünenwald la composition du nouvel indicatif musical de la première chaine. En 1973 il est nommé inspecteur général de la Musique au ministère des Affaires culturelles. 
Le 23 mai 1971, il est nommé administrateur de la Réunion des théâtres lyriques nationaux (RTLN) et s'adjoint Bernard Lefort comme directeur. Ils sont remplacés le 1er janvier 1973 par le metteur en scène suisse Rolf Liebermann qui cumule les deux fonctions jusqu'à la dissolution de la structure en 1978.
Daniel-Lesur est élu à l'Académie des beaux-arts en 1982. Il préside à ce titre le jury du Concours international de chant de Toulouse à 4 reprises.
Il est inhumé au cimetière de Passy (5e division) dans le 16e arrondissement de Paris. Son épouse, née Simone Lauer, est décédée le 2 janvier 2018 à l'âge de 106 ans.

## Œuvres
Il est l'auteur d'œuvres scéniques, parmi lesquelles trois opéras (dont Andrea del Sarto, 1968) et un ballet. Andrea del Sarto, d'après le drame en 3 actes d'Alfred de Musset (1833), a été créé à Marseille en 1969 et a été repris à l'Opéra de Nice, l'année suivante. La reine morte, opéra d'après Henry de Montherlant, créé à Radio-France le 19 mars 2005.
Daniel-Lesur est également l'auteur d'œuvres destinées au concert et de plusieurs pièces de musique vocale. Dont :
- Cinq Chansons cambodgiennes : Le langage des fleurs, Sangiar, Pirogues, L'étang de Peï, Le voyage du Roi.
- Le Cantique des cantiques du roi Salomon, pour 12 voix a cappella.

Il a composé également pour la radio et le cinéma.

## Musique de films
- 1959 : La Sentence de Jean Valère
- 1956 : Les Aventures de Gil Blas de Santillane de René Jolivet
- 1956 : Ce soir les jupons volent de Dimitri Kirsanoff - (musique avec Raymond Legrand)
- 1955 : Cherchez la femme de Raoul André
- 1955 : Dix-huit heures d'escale de René Jolivet - (musique avec Marc Lanjean)
- 1954 : Les Clandestines de Raoul André
- 1954 : Marchandes d'illusions de Raoul André
- 1949 : Le Mystère Barton de Charles Spaak
- 1949 : Fleur de fougère de Ladislas Starewitch

## Distinctions
- Prix international Maurice-Ravel
- Prix Samuel-Rousseau décerné par l’Académie des beaux-arts
- Grands Prix de la Ville de Paris, du Conseil général de la Seine et de la Société des auteurs et compositeurs dramatiques

- Membre de l'Institut
- Membre associé de l’Académie royale de Belgique
- Membre de l'Académie européenne des sciences, des arts et des lettres
- Président d’honneur de l'académie Charles-Cros